# 伤膝河
伤膝河（英語：Wounded Knee Creek），是怀特河的一条支流，发源于松岭印第安保留地西南角，长约160公里，位于美国南达科他州的奥格拉拉-拉科塔县。1890年在此处曾发生过伤膝河大屠杀。